# Willem Leloux
Willem Johannes Leloux (ur. 7 marca 1893 w Haarlemie, zm. 15 września 1960 w Amsterdamie) – holenderski zapaśnik walczący w stylu klasycznym. Olimpijczyk z Antwerpii 1920, gdzie zajął szesnaste miejsce w wadze średniej.

## Turniej wAntewrpii 1920
| Konkurencja          | Walki                 | Klas. końcowa |
| Konkurencja          | Przeciwnik I          | Miejsce       |
| -------------------- | --------------------- | ------------- |
| 75 kg styl klasyczny | Svend Nielsen (DEN) P | 16.           |